# Tettigidea nicaraguae
Tettigidea nicaraguae är en insektsart som beskrevs av Bruner, L. 1895. Tettigidea nicaraguae ingår i släktet Tettigidea och familjen torngräshoppor.

## Underarter
Arten delas in i följande underarter:
- T. n. nicaraguae
- T. n. brevis